# Лукан (футболист)
Лу́кас Кавалка́нте Си́лва Афо́нсо, или просто Лука́н (порт. Lucas Cavalcante Silva Afonso; Lucão); род. 23 марта 1996, Бразилиа — бразильский футболист, защитник клуба «Эшторил-Прая».

## Биография
Лукан воспитывался в системе «Сан-Паулу» и был повышен в первую команду в сезоне 2013. Дебютировал в чемпионате Бразилии 17 ноября 2013 года в матче против «Флуминенсе». Это был его единственный матч в дебютном сезоне. В следующем году Лукан провёл шесть игр и забил один гол.
Лукан выступал за Бразилию на юношеском уровне, провёл 14 матчей. В составе сборной Бразилии до 17 лет он принимал участие на юношеском чемпионате мира 2013. Также на его счету один матч за бразильскую «молодёжку».

## Достижения
- Вице-чемпион Бразилии: 2014